# San Justo (Santa Fe)
San Justo è una cittadina dell'Argentina, capoluogo del dipartimento omonimo, nella provincia di Santa Fe.

## Geografia
San Justo è situata sulla sponda sinistra del Salado del Norte, a 102 km a nord del capoluogo provinciale Santa Fe.

## Storia
San Justo fu fondata il 6 maggio 1868 dall'imprenditore Mariano Cabal. Ha ottenuto lo status di comune 13 luglio 1887 e fu dichiarata città il 17 settembre 1959.
Il 10 gennaio 1973 San Justo fu devastata da un tornado, il più forte mai registrato al di fuori degli Stati Uniti d'America, che uccise 63 persone e ne ferì 350.

## Cultura

### Istruzione

#### Musei
- Museo della Città "Rosa Giussani de Piva"
- Museo di Scienze Naturali

## Infrastrutture e trasporti
San Justo sorge lungo la strada nazionale 11, che unisce Rosario al Chaco e alla frontiera paraguaiana.